# Partit Democràtic (Sèrbia)
|  | No s'ha de confondre amb Partit Democràtic de Sèrbia o Partit Democràtic Serbi. |

El Partit Democràtic (Demokratska Stranka, DS) de Sèrbia és el major partit polític socialdemòcrata d'aquesta antiga potència balcànica i proclama ser el continuador de l'antic Partit Democràtic del Regne de Iugoslàvia.
Seguint els passos fets en altres països de l'Europa Oriental, després de la caiguda de comunisme, un grup de 17 intel·lectuals celebra l'11 de desembre de 1989 a Belgrad l'Assemblea Fundadora del Partit Democràtic, primer partit polític diferent del Partit Comunista a Sèrbia després de la Segona Guerra Mundial. Aquest partit va ser proclamat seguidor dels principis del partit amb el mateix nom que va ser present en la vida política del Regne de Iugoslàvia entre guerres. Entre aquests intel·lectuals cal destacar Zoran Djindjic, Vojislav Koštunica, Dragoljub Micunovic i l'escriptor Borislav Pekic.

## Història
En les primeres eleccions pluripartidistes celebrades el 19 de desembre de 1990, el Partit Democràtic no va tenir gaire èxit. Malgrat haver-se presentat per a 180 dels 250 escons (les eleccions eren segons el sistema majoritari), el DS va aconseguir només 7 escons.
El novembre de 1996 es van celebrar les eleccions municipals i federals en les quals el DS es va presentar dins de la coalició Zajedno, junt amb el Moviment del Renaixement Serbi (SPO), l'Aliança Cívica de Sèrbia (GSS) i el Partit Democràtic de Sèrbia (DSS), nascut del DS i liderat per Vojislav Kostunica. En condicions fora del regular, sota persecució política i ignorats pels mitjans de comunicació, Zajedno va aconseguir poc en les eleccions federals (22 escons davant 67 del Partit Socialista de Sèrbia, de Slobodan Milošević, però en les municipals va guanyar a moltes ciutats incloses Belgrad i Nis. Milošević va rebutjar reconèixer els resultats, volent modificar-los al seu antull, però els ciutadans van sortir als carrers i es van manifestar durant diversos mesos fins que, amb mediació de la Unió Europea, Milošević va reconèixer els resultats. Tanmateix, després d'haver-hi disputes entre Vuk Draskovic i Djindjic, la coalició de va dissoldre.
Després de boicotejar les presidencials de 1997, totes les forces es van presentar a les eleccions presidencials i municipals del 24 de setembre de 2000. L'oposició va tenir l'oportunitat d'unir-se i derrotar a Milošević directament. Això va ser possible gràcies al fet que l'Oposició Democràtica de Sèrbia (DOS) encapçalada per Djindjic i Kostunica, va aconseguir derrotar el dictador en la primera ronda. Aquest va tornar a intentar robar les eleccions però la revolta popular va acabar amb el seu govern i Vojislav Kostunica es va convertir en el primer president de la Iugoslàvia no comunista. Més tard, el desembre del mateix any, sota l'ímpetu del poble el DOS va arrasar en les eleccions per a l'Assemblea Popular aconseguint més de dos terços dels escons. El primer president del Govern serbi que no havia pertangut al Partit Comunista, Zoran Djindjic, va ser investit el 25 de gener de 2001.
Sèrbia va prendre un rumb de canvis i reformes sota el lideratge inspirador de Djindjic, considerat per la Unió Europea com el polític balcànic més prometedor. Tanmateix, el seu enfrontament a la màfia, la corrupció i la seva antelació intel·lectual als esdeveniments i al seu poble en general li van crear no pocs enemics. Recolzats per diferents estructures polítiques i alguns membres dels serveis de seguretat, vestigis de l'època de Milošević, membres del mafiós clan de Zemun
el van assassinar el 12 de març de 2003, davant de l'edifici de Govern. Més de 400.000 persones van assistir al seu funeral, una cosa no recordada des de la mort de Josip Broz Tito.
Després de la seva mort, es van fer càrrec del partit quatre vicepresidents encapçalats per Zoran Zivkovic, la qual cosa va durar fins que el 22 de febrer de 2004 Boris Tadic va ser elegit president, per resultar després també elegit president de Sèrbia.
El partit no es va recuperar de la seva pèrdua i després de les eleccions de 4 de març de 2004 es va veure relegat a l'oposició.

## Presidents del Partit
| # | # | President               | President                                       | Inici                  | Final                           |
| - | - | ----------------------- | ----------------------------------------------- | ---------------------- | ------------------------------- |
| 1 |   | Dragoljub Mićunović     | Dragoljub Mićunović in the National Assembly    | 3 de febrer de 1990    | 25 de gener 1994                |
| 2 |   | Zoran Đinđić            | A cropped image of Zoran Đinđić with Bill Gates | 25 de gener 1994       | 12 de març de 2003 (assassinat) |
| – |   | Zoran Živković (acting) | An image of Zoran Živković at Medija centar     | 12 de març de 2003     | 22 de febrer de 2004            |
| 3 |   | Boris Tadić             | An image of Boris Tadić in 2010                 | 22 de febrer de 2004   | 25 de novembre de 2012          |
| 4 |   | Dragan Đilas            | An image of Dragan Đilas in 2013                | 25 de novembre de 2012 | 31 de maig de 2014              |
| 5 |   | Bojan Pajtić            | An image of Bojan Pajtić in 2015                | 31 de maig de 2014     | 24 de setembre de 2016          |
| 6 |   | Dragan Šutanovac        | An image of Dragan Šutanovac in 2016            | 24 de setembre de 2016 | 2 de juny de 2018               |
| 7 |   | Zoran Lutovac           | An image of Zoran Lutovac in 2020               | 2 de juny de 2018      | En el càrrec                    |

## Resultats electorals

### Eleccions legislatives
| Any  | Líder               | Vots      | %      | Pos.   | Escons   | +/- | Coalició             | Govern            | Ref.   |
| ---- | ------------------- | --------- | ------ | ------ | -------- | --- | -------------------- | ----------------- | ------ |
| 1990 | Dragoljub Mićunović | 374,887   | 7.78%  | 3r     | 7 / 250  | 7   | –                    | Oposició          | [ 3 ]  |
| 1992 | Dragoljub Mićunović | 196,347   | 4.42%  | 4t     | 6 / 250  | 1   | –                    | Oposició          | [ 4 ]  |
| 1993 | Dragoljub Mićunović | 497,582   | 12.06% | = 4t   | 29 / 250 | 23  | –                    | Oposició          | [ 5 ]  |
| 1997 | Zoran Đinđić        | Boicot    | Boicot | Boicot | 0 / 250  | 29  | –                    | Extraparlamentari | [ 6 ]  |
| 2000 | Zoran Đinđić        | 2,402,387 | 65.69% | 1r     | 45 / 250 | 45  | DOS                  | Coalició          | [ 7 ]  |
| 2003 | Boris Tadić         | 481,249   | 12.75% | 3r     | 22 / 250 | 23  | DS–GSS–SDU–LZS       | Oposició          | [ 8 ]  |
| 2007 | Boris Tadić         | 915,854   | 23.08% | 2n     | 60 / 250 | 38  | DS–SDP–DSHV          | Coalició          | [ 9 ]  |
| 2008 | Boris Tadić         | 1,590,200 | 39.25% | 1r     | 64 / 250 | 4   | ZES                  | Coalició          | [ 10 ] |
| 2012 | Boris Tadić         | 863,294   | 23.09% | 2n     | 49 / 250 | 15  | IZBŽ                 | Oposició          | [ 11 ] |
| 2014 | Dragan Đilas        | 216,634   | 6.23%  | 3r     | 17 / 250 | 32  | DS–DSHV–Nova–BS      | Oposició          | [ 12 ] |
| 2016 | Bojan Pajtić        | 227,589   | 6.20%  | 5è     | 12 / 250 | 5   | DS–Nova–DSHV–ZZS–ZZŠ | Oposició          | [ 13 ] |
| 2020 | Zoran Lutovac       | Boicot    | Boicot | Boicot | 0 / 250  | 12  | SZS                  | Extraparlamentari | [ 14 ] |
| 2022 | Zoran Lutovac       | 520,469   | 14.09% | 2n     | 10 / 250 | 10  | UZPS                 | Oposició          | [ 15 ] |
| 2023 | Zoran Lutovac       | 902,450   | 24.32% | = 2n   | 8 / 250  | 2   | SPN                  | Oposició          | [ 16 ] |

### Eleccions presidencials
| Any          | Candidat            | 1a volta          | 1a volta          | %                 | 2a volta          | 2a volta          | %                 | Notes                                                       | Ref.   |
| ------------ | ------------------- | ----------------- | ----------------- | ----------------- | ----------------- | ----------------- | ----------------- | ----------------------------------------------------------- | ------ |
| 1990         | No van participar   | No van participar | No van participar | No van participar | No van participar | No van participar | No van participar |                                                             | –      |
| 1992         | Milan Panić         | 2n                | 1,516,693         | 34.65%            | N/D               | —                 | —                 | Suport a Panić                                              | [ 17 ] |
| Set 1997     | Boicot              | Boicot            | Boicot            | Boicot            | Boicot            | Boicot            | Boicot            | Elecció anul·lada per manca de participació                 | –      |
| Des 1997     | Boicot              | Boicot            | Boicot            | Boicot            | Boicot            | Boicot            | Boicot            |                                                             | –      |
| Set–Oct 2002 | Miroljub Labus      | 2n                | 995,200           | 27.96%            | 2n                | 921,094           | 31.62%            | Suport a Labus; elecció anul·lada per manca de participació | [ 18 ] |
| Des 2002     | No van participar   | No van participar | No van participar | No van participar | No van participar | No van participar | No van participar | Elecció anul·lada per manca de participació                 | –      |
| 2003         | Dragoljub Mićunović | 2n                | 893,906           | 36.67%            | N/D               | —                 | —                 | Elecció anul·lada per manca de participació                 | [ 19 ] |
| 2004         | Boris Tadić         | 2n                | 853,584           | 27.70%            | 1r                | 1,681,528         | 53.97%            |                                                             | [ 20 ] |
| 2008         | Boris Tadić         | 2n                | 1,457,030         | 36.08%            | 1r                | 2,304,467         | 51.19%            |                                                             | [ 21 ] |
| 2012         | Boris Tadić         | 1r                | 989,454           | 26.50%            | 2n                | 1,481,952         | 48.84%            |                                                             | [ 11 ] |
| 2017         | Saša Janković       | 2n                | 507,728           | 16.63%            | N/D               | —                 | —                 | Suport a Janković                                           | [ 22 ] |
| 2022         | Zdravko Ponoš       | 2n                | 698,538           | 18.84%            | N/D               | —                 | —                 | Suport a Ponoš                                              | [ 23 ] |

### Eleccions legislatives Federals
| Any       | Líder               | Vots      | %      | Pos.   | Escons   | +/- | Coalició | Govern            | Ref.   |
| --------- | ------------------- | --------- | ------ | ------ | -------- | --- | -------- | ----------------- | ------ |
| Maig 1992 | Dragoljub Mićunović | Boicot    | Boicot | Boicot | 0 / 136  | =   | –        | Extraparlamentari | –      |
| 1992–1993 | Dragoljub Mićunović | 280,183   | 6.32%  | 4t     | 5 / 138  | 5   | –        | Oposició          | (p213) |
| 1996      | Zoran Đinđić        | 969,296   | 23.77% | 2n     | 22 / 138 | 17  | Junts    | Oposició          | (p214) |
| 2000      | Zoran Đinđić        | 2,040,646 | 43.86% | 1r     | 58 / 138 | 36  | DOS      | Coalició          | (p269) |
| 2000      | Zoran Đinđić        | 2,092,799 | 46.23% | 1r     | 10 / 40  | 10  | DOS      | Coalició          | (p270) |

### Presidencials Federals
| Any  | Candidat           | 1a volta | 1a volta  | %      | 2a volta | 2a volta | % | Notes              | Ref.   |
| ---- | ------------------ | -------- | --------- | ------ | -------- | -------- | - | ------------------ | ------ |
| 2000 | Vojislav Koštunica | 1r       | 2,470,304 | 51.71% | N/D      | —        | — | Suport a Koštunica | (p269) |